# سودمالم
سودمالم (به سوئدی: Södermalm) یک منطقهٔ مسکونی در سوئد است که در بخش استکهلم واقع شده‌است.

## جستارهای وابسته

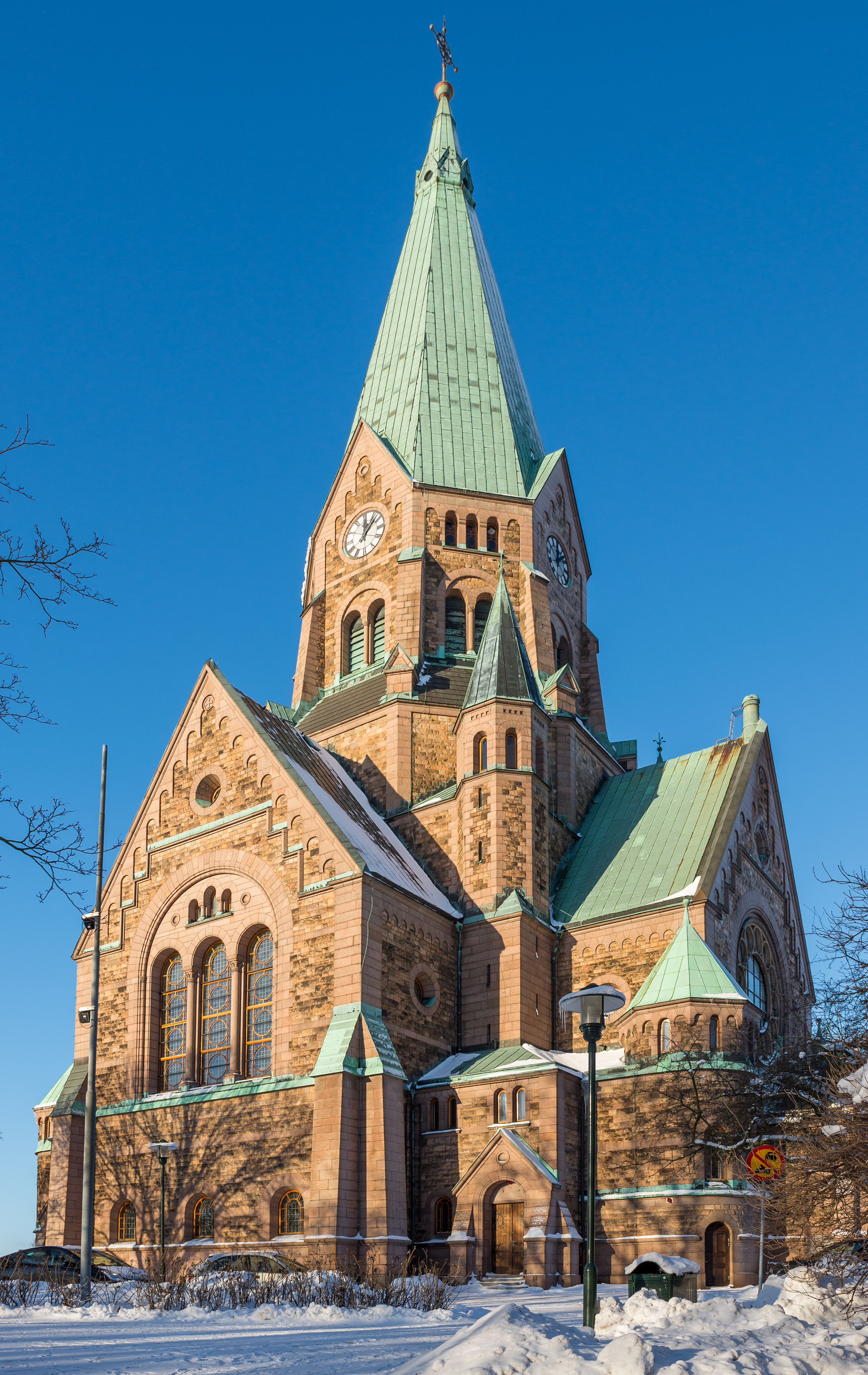
کنیسه صوفیا یکی از کلیساهای مهم در استکهلم سوئد است که به نام ملکه سوئد سوفیا نامگذاری شده‌است. این بنا در طول یک مسابقه معماری در سال ۱۸۹۹ طراحی شد و در سال ۱۹۰۶ افتتاح شد. این در قسمت شرقی جزیره سودمالم واقع شده‌است و در قله شمال شرقی پارک ویتا برگن قرار دارد. این کلیسا تحت نظر کلیسای سوئد قرار دارد.